# Херцинска орогенеза
Херцинска (варисцинска) орогенеза је био геолошки процес образовања планина и брда у Варисцинском појасу. Тај догађај се одвио током палеозоика (од пре ~390 до пре ~310 милиона година) и подразумева континентални судар између Северноатлантског копна и Гондване, које су формирале Пангеу. Овај рани судар био је претходник који је проузроковао Варисцин-Алигени-Уачита орогенезу.
Европски варисцински појас (Варисциди) укључује планине Португала и западне Шпаније, југозападне Ирске (тј. Манстер), Корнвол, Девон, Пембрукшир, полуострво Гауер и Гламорган. Ефекти ове орогенезе су присутни у Француској, од Бретање, испод Париског басена ка Арденима, Средишњем масиву, Вогезима и Корзици. Присутни су и у Сардинији (у Италији) и Немачкој, где Хунсрик, Шварцвалд и Харц остају сведоци. Такође, у Чешкој Републици, Бохемски масив је источни крај варисцинског појаса. Варисцин се догодио у исто време када и Акадска орогенеза у Сједињеним Државама, која је издигла Апалачке планине; херцинска орогенеза се надовезала са каледонском орогенезом која је издигла Каледониде.
Име Варисцин долази из средњовековног латинског имена за дистрикт, Варисцију, који долази од имена германског племена Варисци. Варисцит, редак зелени минерал који се налази у овом региону, има исту етимологију. Херцин, с друге стране, потиче од планине Харц на северу Немачке.
Конвергенција плоча која је проузроковала каледонску орогенезу у силуру наставила се у варисцинску орогенезу током наредног девона (пре око 416 до 359 милиона година) и карбона (пре око 359 до 299 милиона година). Обе су проузроковале настанак суперконтинента, Пангее, који се практично завршио до краја карбона.
Током ордовицијума, копнена маса, која је названа Гондвана, простирала се између Јужног пола и екватора на једној страни земаљске кугле. На западу су биле три друге масе: Лауренција, Сибир и Балтика, лоцирани као на теменима троугла. Јужно од њих налазио се велики архипелаг, Авалонија.
До краја силура, ширење морског дна на југу Авалоније изгурало ју је ка северу Лауренције, образујући Каледониде. У наступајућем девону, океан Јапет између Авалоније и Лауренције у потпуности се затворио, спајајући тако те две копнене масе и гурајући северне Апалаче у акадску фазу каледонске орогенезе. У исто време, архипелаг јужне Европе, који се налазио између Авалоније и Гондване, гурнут је у Авалонију, образујући тако други венац, Варисцин, на истоку Каледонида/Апалача. Оба венца су се простирала у правцу северозапад-југоисток.
Варисцински појас се образовао до почетка карбона. До краја карбона, Гондвана се сјединила са Лауренцијом. Сибир се приближавао са североистока и био је одвојен од Лауренције само плитким водама. Судар са Сибиром је произвео Уралске планине у најкаснијем делу палеозоика. У периоди тријас мезозоика, животиње су могле да се крећу без океанских препрека од Сибира преко Северног пола до Антарктика преко Јужног пола. Ова могућност кретања је посебно помогла ширењу диносауруса. У кенозоику, Северноатлантско копно се одвојило од Гондване, док су се Сибир и Балтика одвојили од Лауренције. Као последица, Варисцински појас који се налазио око тадашње периферије Балтике, завршио је стотинама километара од Апалача.